# Phaedrotes dannia
Phaedrotes dannia är en fjärilsart som beskrevs av Edwards 1871. Phaedrotes dannia ingår i släktet Phaedrotes och familjen juvelvingar. Inga underarter finns listade i Catalogue of Life.